# Jabbawockeez
Jabbawockeez (també escrit JabbaWockeeZ) és una companyia nord-americana de dansa hip-hop, coneguda per ser la guanyadora de la primera edició de l'America's Best Dance Crew el 2008.
Va ser formada inicialment pels membres Kevin «KB» Brewer, Phil «Swagger Boy» Tayag i Joe «Punkee» Larot amb el nom de «3 Muskee». El 2004, van sumar-s'hi a Ben «B-Tek» Chung, Chris «Cristyle» Gatdula, Rynan «Kid Rainen» Paguio i Jeff «Phi» Nguyen. Tony «Transformer» Tran es va unir al grup el 2013. Els Jabbawockeez no tenen cap líder i les coreografies de les seves actuacions, així com l'elecció de la música i el disseny de vestuari, es fan de manera col·lectiva.

## Carrera

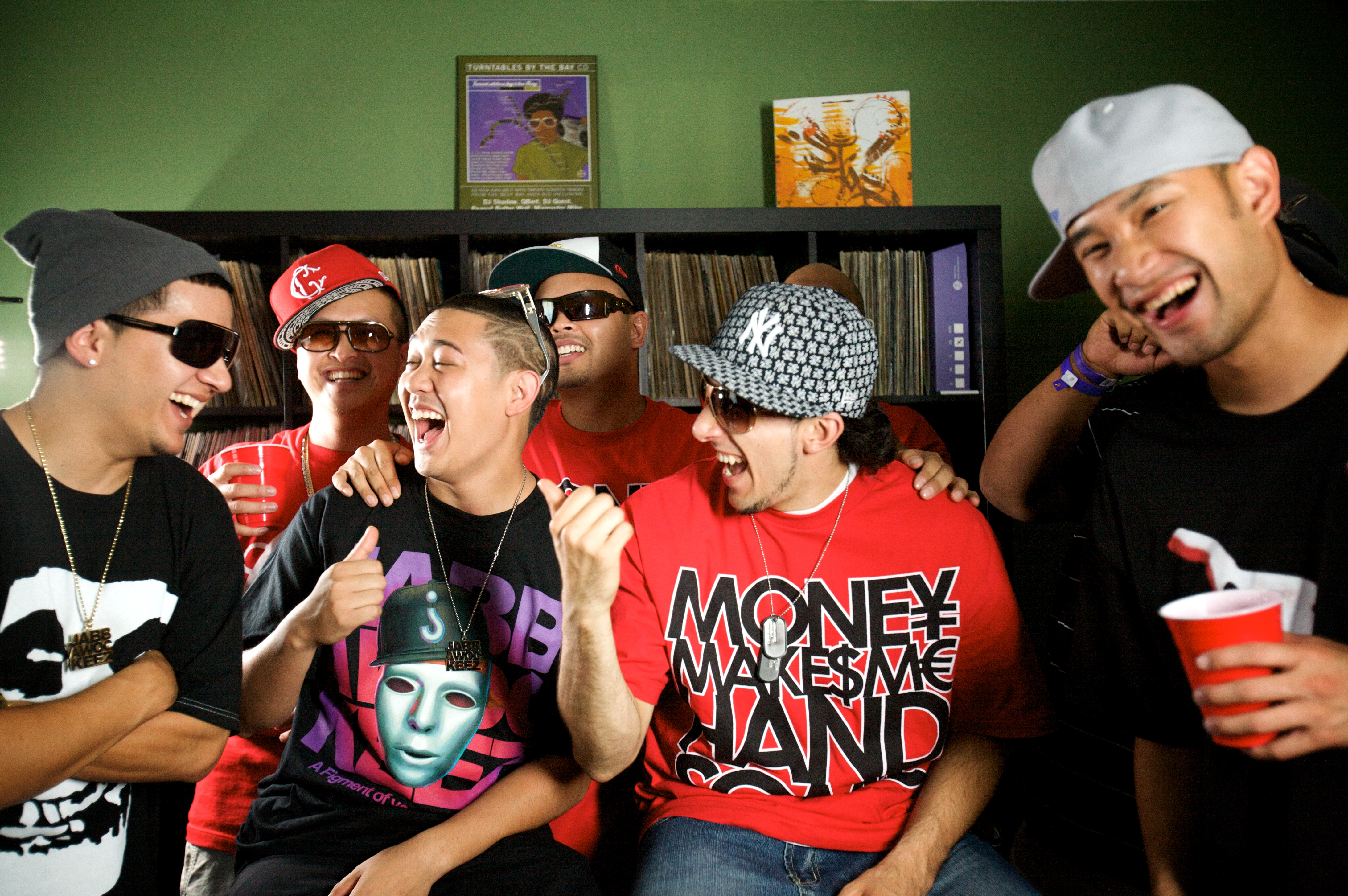
Membres de Jabbawockeez amb el col·lectiu de punxadiscos The Bangerz

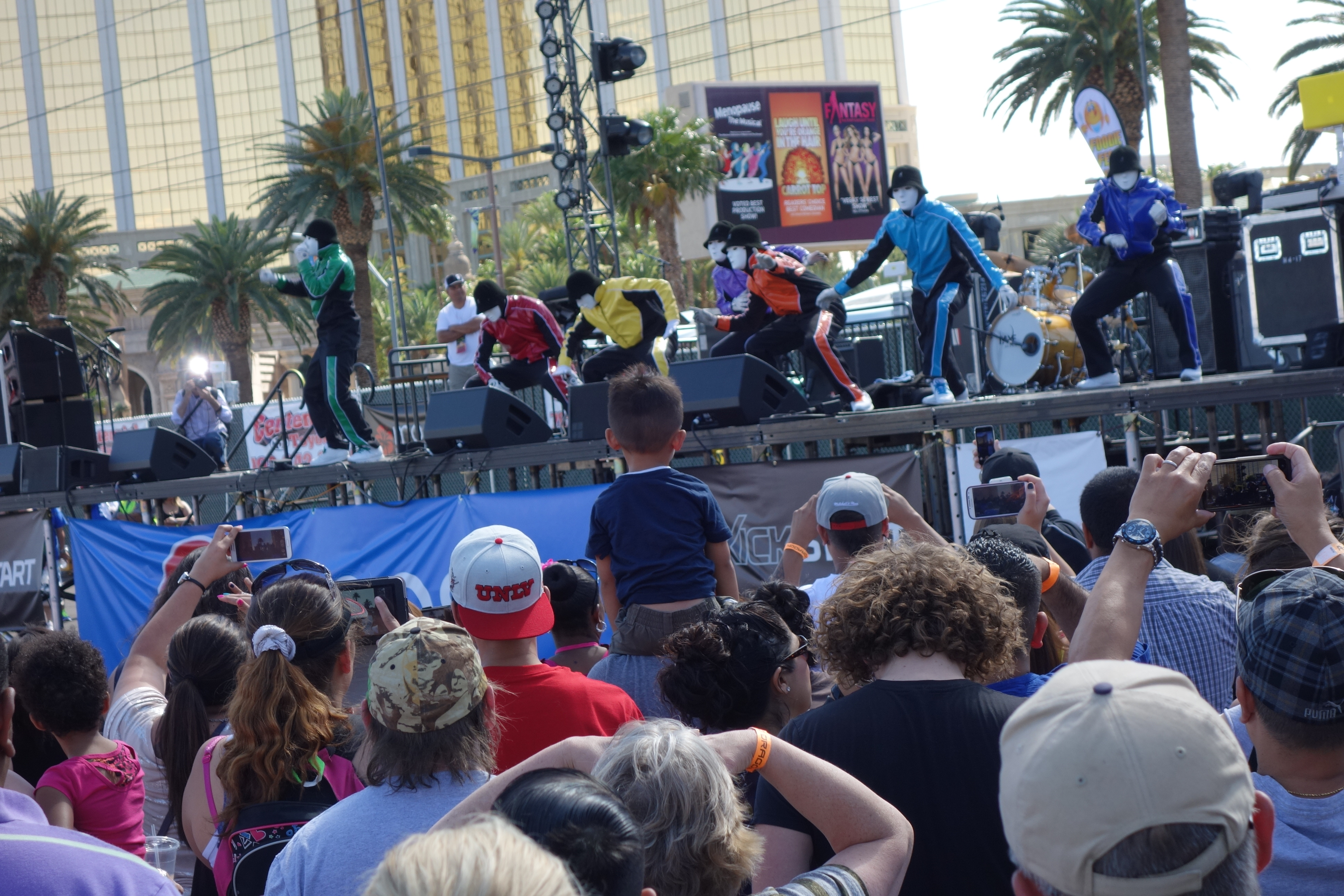
El grup actuant a Las Vegas

El grup es va formar l'any 2003 ambs Phil Tayag (àlies «Swagger Boy», Sacramento, 9 d'octubre de 1984), Joe Larot i Kevin Brewer. Són coneguts per la sincronització i la precisió de les seves danses i el clàssic estil kabuki (cada membre porta una màscara de teatre blanc durant la majoria de les seves actuacions). El nom JabbaWockeeZ deriva del poema «Jabberwocky» de Lewis Carroll.

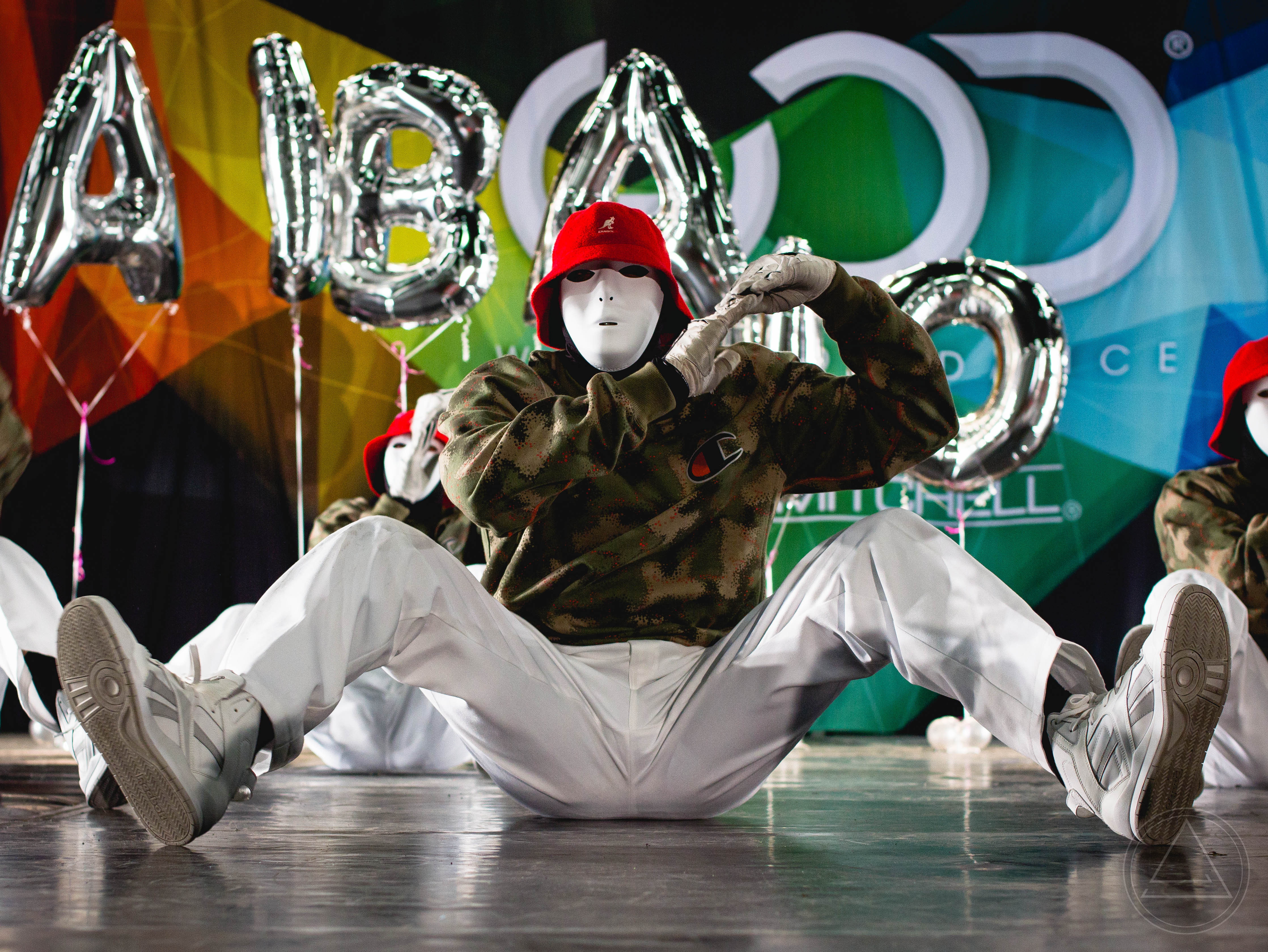
Jabbawockeez actuant amb les seves màscares blanques característiques

## Membres
Els membres actuals són: Kevin Brewer, Joe Larot, Jeff Nguyen, Phil Tayag i Rainen Paguio.